# القدم (مناخة)

تعديل مصدري - تعديل

القدم هي إحدى قرى عزلة مسار بمديرية مناخة التابعة لمحافظة صنعاء، بلغ تعداد سكانها 783 نسمة حسب تعداد اليمن لعام 2004.